# Осинцев, Юрий Валерьевич
Юрий Валерьевич Осинцев (р. 5 января 1954 года) — российский государственный деятель, бывший статс-секретарь — заместитель министра регионального развития Российской Федерации (с 2009 по 2013 гг.). В 2004—2007 гг. — председатель Палаты Представителей Законодательного Собрания Свердловской области, член Совета Федерации (с 2007 по 2009 гг.).

## Биография
После окончания института и до 1999 года работал на Уралмашзаводе:
- 1976—1980 гг. — инженер-технолог;
- 1980—1989 гг. — мастер, с 1981 г. — начальник участка, с 1985 г. — начальник цеха сборки;
- 1989—1990 гг. — заместитель начальника управления бухгалтерского учёта и отчётности;
- 1990—1992 гг. — главный бухгалтер — начальник управления бухгалтерского учёта и отчётности завода;
- 1992—1999 гг. — директор по экономике и финансам Уралмашзавода.

Весной 1999 года перешёл на работу в Администрацию города Екатеринбурга на должность заместителя Главы города (А. М. Чернецкого). В феврале 2000 года стал первым заместителем Главы города по экономике.
В мае 2001 года неожиданно перешёл в «команду» губернатора Э. Э. Росселя и был назначен министром международных и внешнеэкономических связей Свердловской области. В 2002 году стал заместителем председателя Правительства Свердловской области, сохранив за собой пост министра.
В декабре 2003 года участвовал в выборах Главы города Екатеринбурга, считался основным кандидатом от «команды» губернатора Э. Э. Росселя. В первом туре выборов (7 декабря 2003) занял второе место и вышел во второй тур. Во втором туре (21 декабря 2003) проиграл выборы Аркадию Чернецкому.
14 марта 2004 года избран депутатом Палаты Представителей Законодательного Собрания Свердловской области IV созыва. На первом заседании палаты 6 апреля 2004 года избран её председателем. После избрания покинул пост заместителя председателя правительства и министра.
В феврале 2007 года был делегирован в Совет Федерации Федерального Собрания Российской Федерации в качестве представителя Законодательного Собрания Свердловской области (полномочия прежнего сенатора А. К. Шмелёва истекли в октябре 2006 года), однако вопрос об утверждении его кандидатуры был решён только 19 сентября 2007 года. В Совете Федерации являлся заместителем председателя комитета по вопросам местного самоуправления и членом комиссии по естественным монополиям.
24 марта 2009 года назначен статс-секретарём — заместителем министра регионального развития Российской Федерации. Полномочия члена Совета Федерации были прекращены 22 апреля 2009 года.
23 марта 2013 года по собственной просьбе освобожден от должности статс-секретаря — заместителя Министра регионального развития Российской Федерации.

## Награды
- премия Совета Министров СССР (1987)